# Дојлајн (Луизијана)
Дојлајн (енгл. Doyline) град је у америчкој савезној држави Луизијана.

## Демографија
По попису из 2010. године број становника је 818, што је 23 (-2,7%) становника мање него 2000. године.
| Група             | 2000.       | 2010.       |
| Белци             | 670 (79,7%) | 651 (79,6%) |
| Афроамериканци    | 144 (17,1%) | 134 (16,4%) |
| Азијати           | 1 (0,1%)    | 1 (0,1%)    |
| Хиспаноамериканци | 6 (0,7%)    | 9 (1,1%)    |
| Укупно            | 841         | 818         |